# Kecamatan Rejoso (distrikt i Indonesien, lat -7,68, long 112,95)
Kecamatan Rejoso är ett distrikt i Indonesien.   Det ligger i provinsen Jawa Timur, i den västra delen av landet, 700 km öster om huvudstaden Jakarta.